# Francesco Bianchini

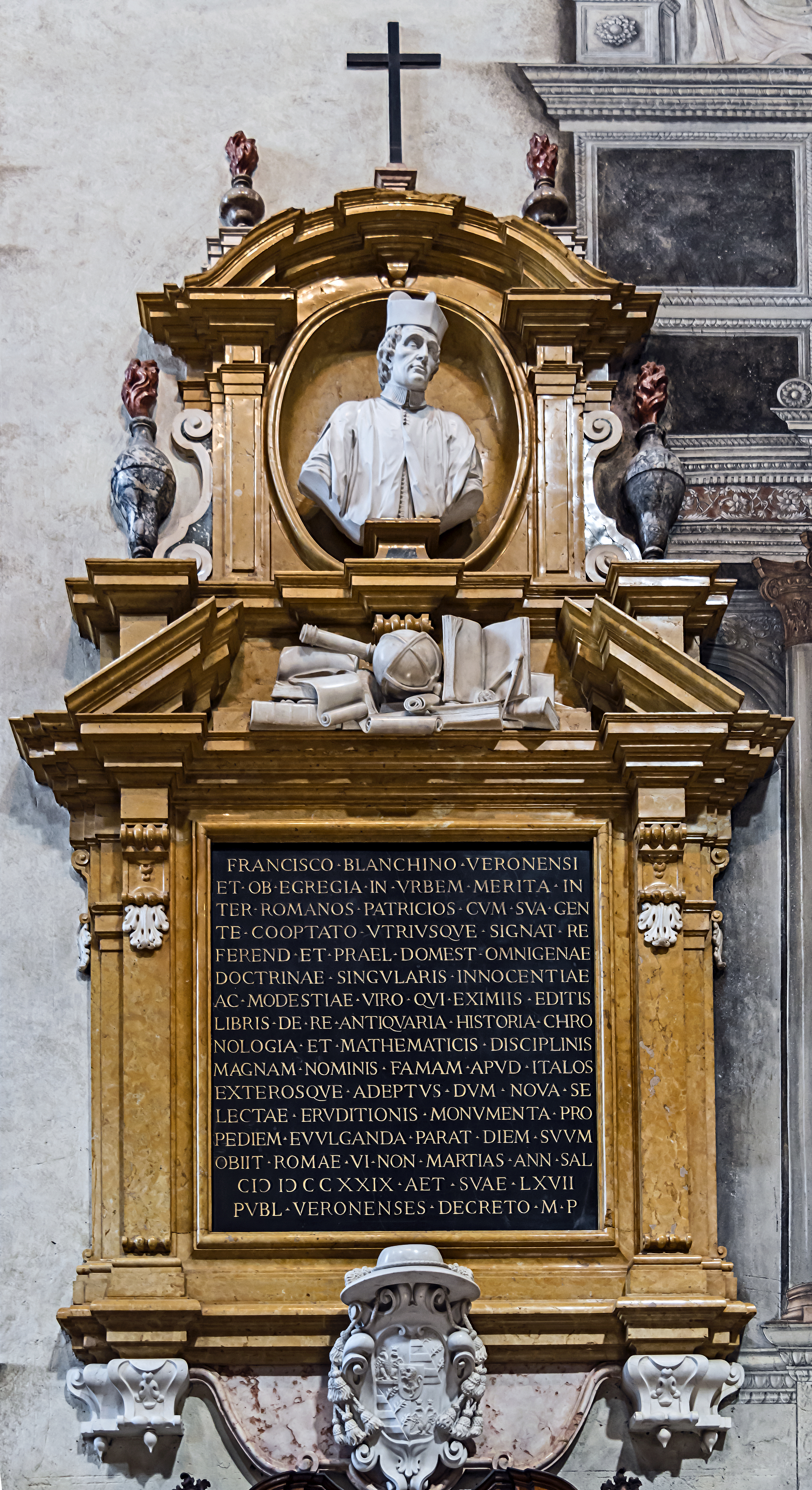
Epitafium över Francesco Bianchini i katedralen i Verona.

Francesco Bianchini, född den 13 december 1662 i Verona, död den 2 mars 1729 i Rom, var en italiensk filosof, astronom och arkeolog.
Bianchini tillhörde det andliga ståndet och stod högt i gunst hos påvarna Alexander VIII och Klemens XI. Den sistnämnde anförtrodde honom högsta uppsikten över alla Roms offentliga konstskatter och minnesmärken. Bianchini gjorde ganska märkliga iakttagelser rörande planeten Venus, varjämte han drog en middagslinje genom kyrkan Santa Maria degli Angeli i Rom och uppsatte en solvisare där. Han efterlämnade flera arbeten i astronomiska och arkeologiska ämnen.
Nedslagskratrarna Bianchini på månen och Bianchini på planeten Mars är uppkallade efter honom.